# Kırkpınar, Korkuteli
Kırkpınar là một xã thuộc huyện Korkuteli, tỉnh Antalya, Thổ Nhĩ Kỳ. Dân số thời điểm năm 2011 là 415 người.